# New York Power
New York Power war eine US-amerikanische Frauenfußballmannschaft aus Uniondale, New York, die in der Women’s United Soccer Association spielte. Das Team trug seine Heimspiele im Mitchel Athletic Complex aus.

## Geschichte
Am 16. November 2000 wurden die Namen der acht an der neu geschaffenen Women’s United Soccer Association (WUSA) teilnehmenden Teams bekanntgegeben, darunter New York Power als Mannschaft aus dem Großraum New York.
In der ersten Saison 2001 belegte das Team den dritten Platz nach der regulären Saison und erreichte die Play-offs. Im Halbfinale scheiterte man jedoch am späteren Sieger Bay Area CyberRays. Die beiden folgenden Spielzeiten verliefen weniger erfolgreich: 2002 belegte die Mannschaft aufgrund einiger namhafter Abgänge und vieler Verletzungen den letzten Platz, 2003 verpasste das Team die Play-offs als Fünfter in der regulären Saison nur knapp.
Nachdem die Liga aufgrund finanzieller Probleme ihren Spielbetrieb einstellte, wurde das Team im September 2003 aufgelöst.

## Saisonstatistiken
| Jahr | Liga | Regular Season | Play-offs          | Zuschauerschnitt |
| ---- | ---- | -------------- | ------------------ | ---------------- |
| 2001 | WUSA | 3. Platz       | Halbfinale         | 5.724            |
| 2002 | WUSA | 8. Platz       | nicht qualifiziert | 5.575            |
| 2003 | WUSA | 5. Platz       | nicht qualifiziert | 4.249            |

## Trainer
- Pat Farmer (2001–2002)
- Charles Duccilli (2002)
- Tom Sermanni (2003)

## Bekannte Spielerinnen
- Ann Kristin Aarønes
- Shannon Boxx
- Gro Espeseth
- Gao Hong
- Tiffeny Milbrett
- Linda Ørmen
- Christie Pearce
- Anita Rapp
- Cheryl Salisbury
- Sara Whalen